# Giorgio Armani SpA
Die Giorgio Armani S.p.A. ist ein 1975 gegründeter italienischer Modekonzern mit Sitz in Mailand. Das Familienunternehmen befindet sich im Besitz seines Gründers Giorgio Armani.

## Geschichte

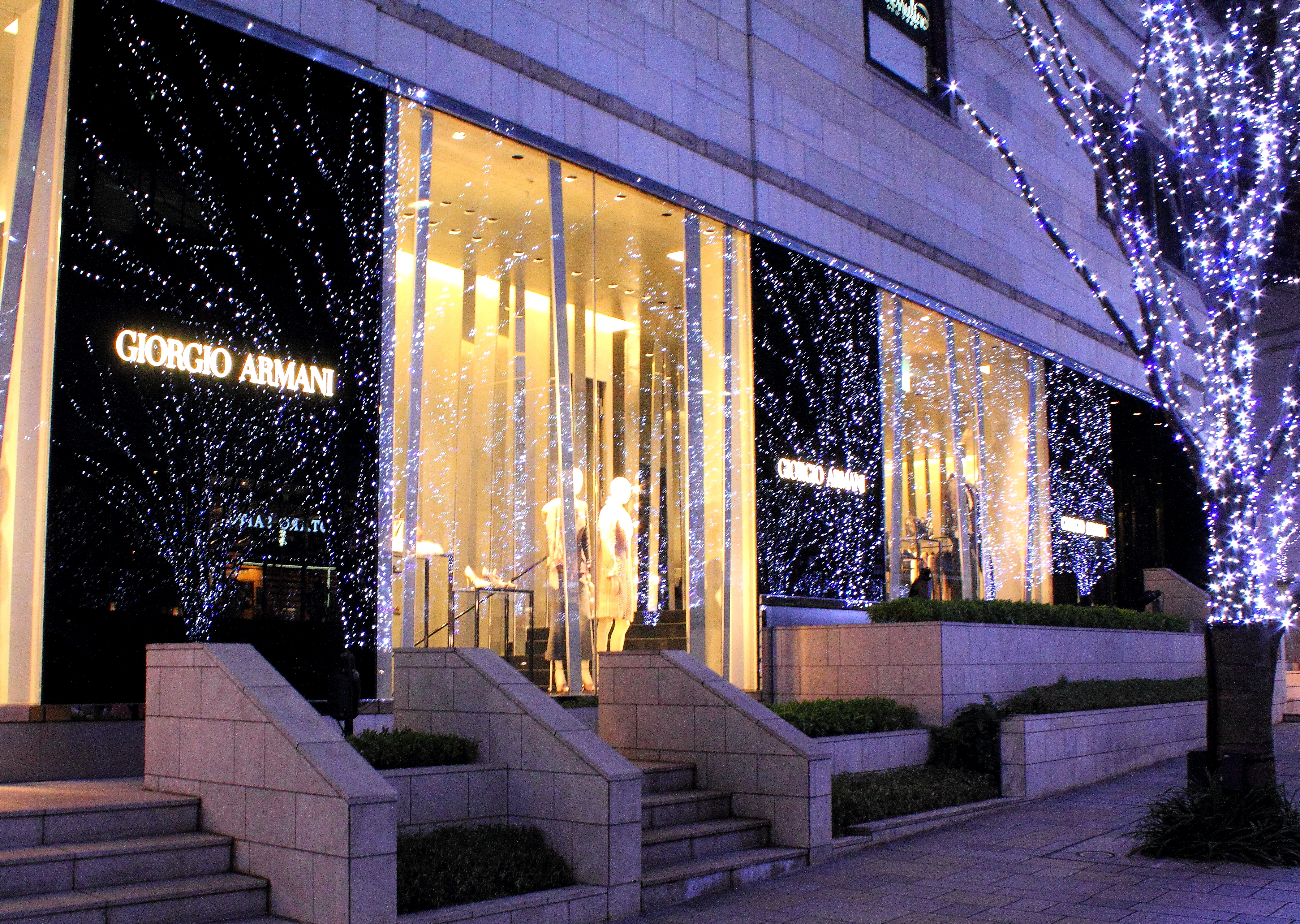
Giorgio-Armani-Boutique in Roppongi Hills, Tokio (2012)

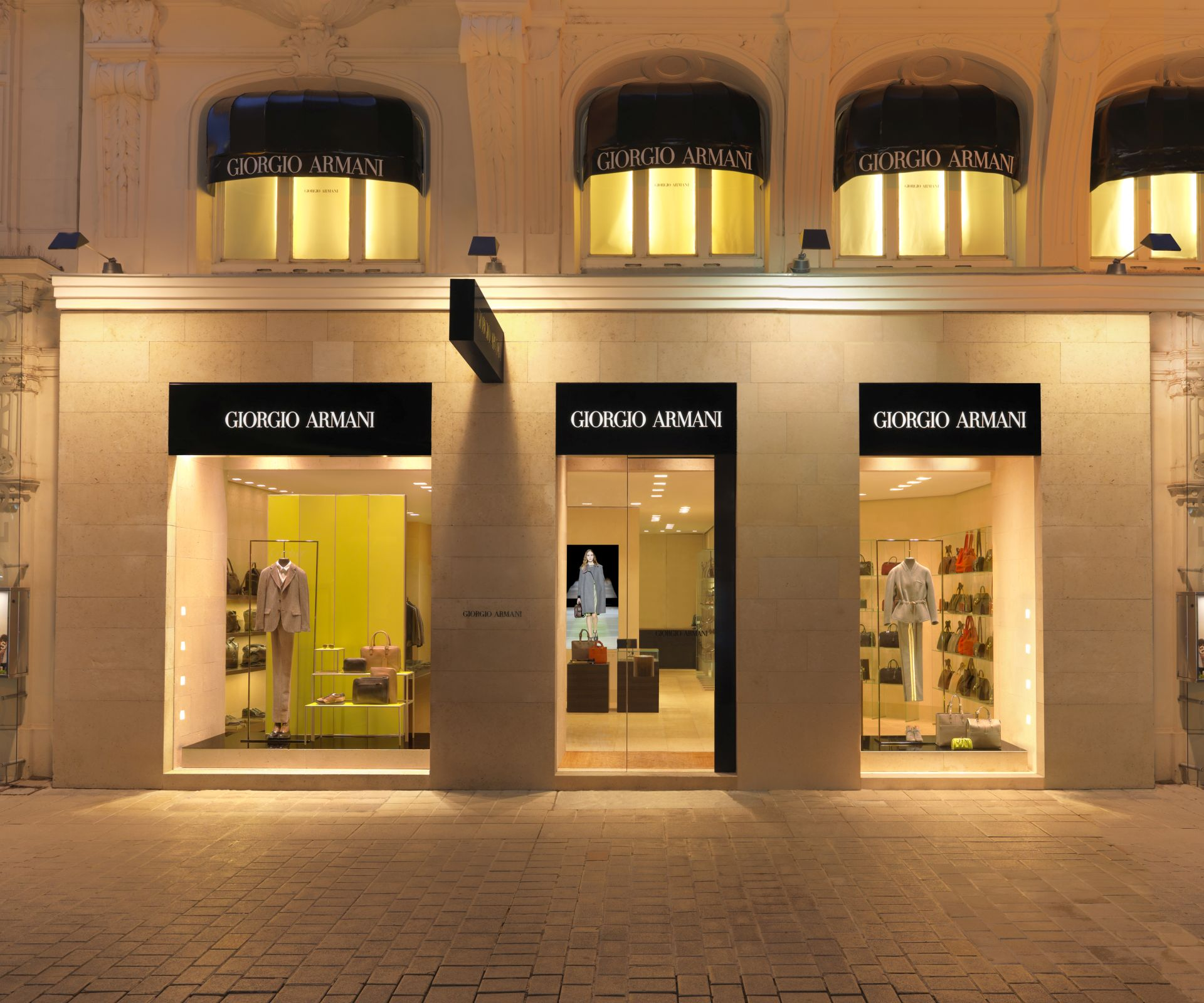
Giorgio-Armani-Boutique auf dem Wiener Kohlmarkt

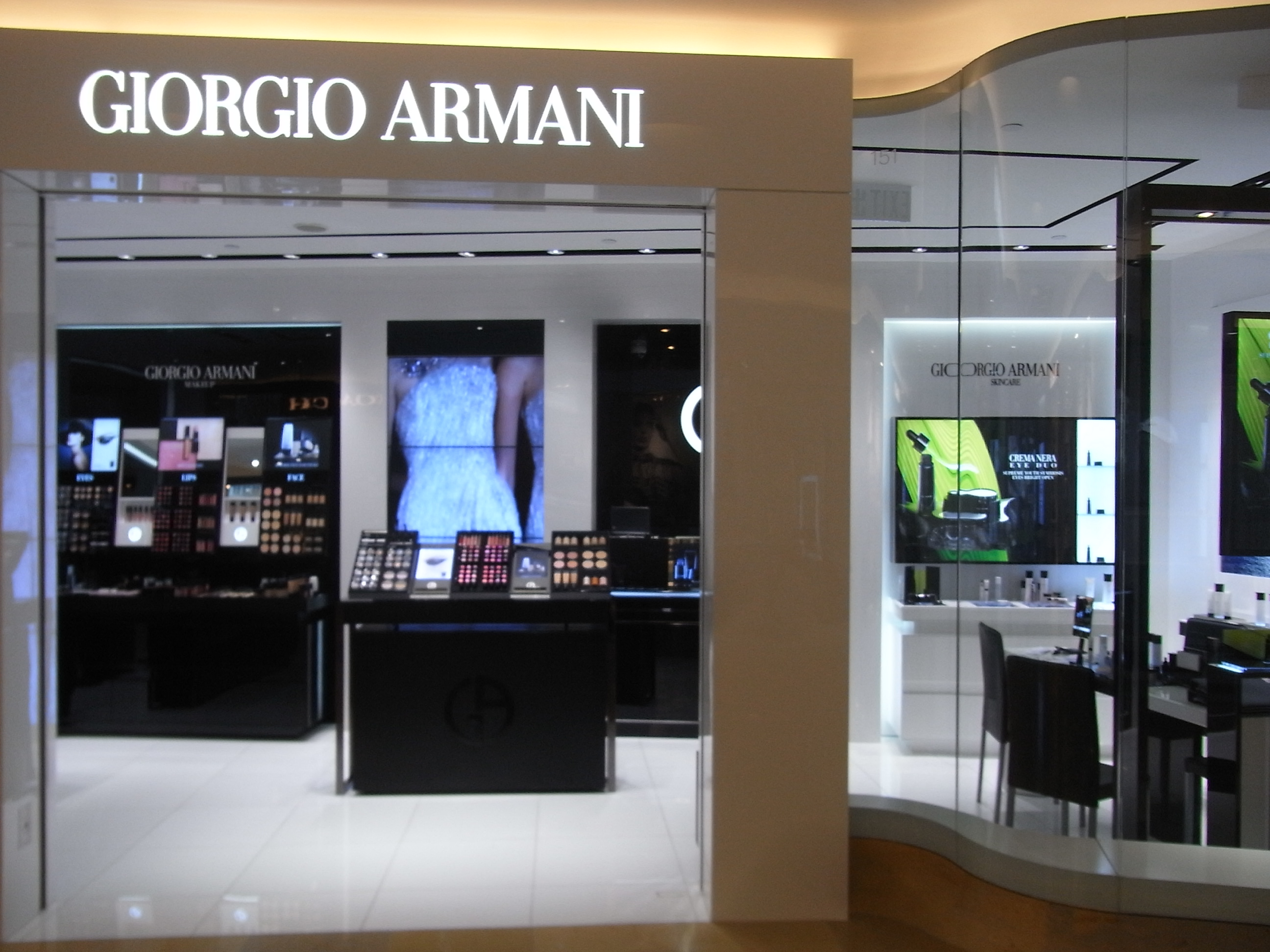
Emporio-Armani-Boutique im Armani/Chater House in Hongkong

### 1970er
Am 24. Juli 1975 wurde die Modemarke Giorgio Armani S.p.A. von Giorgio Armani und seinem Partner Sergio Galeotti in Mailand gegründet. Das Unternehmen firmierte als privat geführte Aktiengesellschaft, in der Armani für das Kreative zuständig war und Galeotti für das Geschäftliche, und bot zunächst hochpreisige Herrenbekleidung und schließlich auch Damenmode an. Armanis erste Kollektion unter dem Namen Giorgio Armani Borgonuovo 21 (nach der Adresse seines Stammsitzes in der Mailänder Via Borgonuovo 21) wurde noch 1975 für die Frühjahr-/Sommerkollektion 1976 präsentiert. Besonders seine schlichten, leichten, an Herrenbekleidung angelehnten Damen-Jacketts wurden ein großer Erfolg. In den folgenden Jahren wurden ergänzend eigene Kollektionen für Unterwäsche, Badebekleidung und Accessoires entworfen. 1978 schloss Armani mit den Textilherstellern GFT (Gruppo Finanziario Tessile) und Vestimenta je einen Lizenzvertrag zur Herstellung von Armani-Mode, unter anderem für die Prêt-à-porter-Linie Armani Le Collezioni (später: Armani Collezioni). 1979 wurde der nordamerikanische Markt erschlossen.

### 1980er
Im Jahr 1980 entwarf Armani Uniformen für die italienische Luftwaffe. 1981 wurde die Zweitlinie Emporio Armani ins Leben gerufen und die erste Emporio-Armani-Boutique in Mailand eröffnet. Die Linien Armani Junior und Armani Jeans entstanden. Giorgio Armani erschien 1982 als erster Modeschöpfer nach Christian Dior auf dem Titel des Time Magazine. Ebenso 1982 wurde das erste Parfüm Armani lanciert. Einen internationalen Durchbruch erreichte Armani Anfang der 1980er mit der Ausstattung verschiedener Hollywoodgrößen. Besondere Beachtung fand bereits 1980 die Einkleidung von Richard Gere mit Armani-Mode in dem Film Ein Mann für gewisse Stunden, für den eigentlich John Travolta vorgesehen war. Armani wurde in der Folge bekannt für schlicht-elegante Herren-Businessmode der Oberklasse in leicht fallenden Stoffen und gedeckten Farben. Darüber hinaus war Armani 1987 verantwortlich für die Garderobe der Hauptdarsteller in dem Film The Untouchables – Die Unbestechlichen mit Kevin Costner und Sean Connery. 1987 war der japanische Markt durch eine Lizenzvereinbarung mit dem lokalen Textilhersteller Itochu und der Kaufhaus-Kette Seibu erschlossen worden. Eine Lizenzvereinbarung zur Herstellung von Armani-Sonnenbrillen erfolgte mit dem italienischen Brillenproduzenten Luxottica im Jahr 1988. Im Laufe der folgenden zehn Jahre kaufte die Armani S.p.A. ihre beliefernden Textilhersteller (Intai Spa, Antinea Srl, Simint Spa und weitere) auf, um völlige Kontrolle über den Produktionsprozess der Armani-Mode zu erlangen.

### 1990er
Auch Armanis Damenmode zeugt von bisweilen unterkühlt-androgyner Eleganz in meist dezenten neutral-einfarbigen Stoffen. Er gilt als der Erfinder des Farbtons „greige“ (Mischung aus grau und beige). Ihm werden die Neuerfindung von Blazern aus fließenden Stoffen, von T-Shirts zum Anzug und schicken Business-Outfits, beispielsweise Hosenanzügen, für Damen zugeschrieben. Bewunderer loben den Armani-Stil als zeitlos-klassisch und elegant, Kritiker bemängeln eine bisweilen langweilige Eintönigkeit. Damit steht er im Gegensatz zu seinem verstorbenen Landsmann Gianni Versace und dessen farbenfroher und provokanter Mode. 1991 wurde die ursprünglich nur für den US-amerikanischen Markt gedachte, preisgünstigere Modelinie A|X Armani Exchange für eine junge Zielgruppe lanciert, die ab Mitte der 2000er Jahre auf andere Märkte ausgedehnt wurde. Zeitgleich stattete Armani das Alitalia-Flugpersonal mit Uniformen aus. 1994 verkaufte Armani die Lizenz für die Marke A|X Armani Exchange an den Einzelhändler Ong Beng Seng aus Singapur, war aber ab 2005 wieder mit 25 % und ab 2008 mit 50 % an dem Unternehmen beteiligt. Seit 2014 ist A|X Armani Exchange wieder zu 100 % im Besitz der Giorgio Armani Spa. 1995 belief sich der Jahresumsatz der Armani-Gruppe auf fast 900 Millionen US-Dollar. 1996 weihte Eric Clapton, der ab den frühen 1990ern von Armani eingekleidet wurde und zuvor von Versace ausgestattet worden war, mit einem Konzert zusammen mit Sheryl Crow einen neuen Emporio Armani-Store in New York ein.

### 2000er
Im Jahre 2000 zeichnete das Forbes-Magazin Giorgio Armani mit einem Jahreseinkommen von 135 Millionen US-Dollar (Stand: 1999) als den erfolgreichsten Designer aus. Der Unternehmensinternetauftritt ging im gleichen Jahr online und das Stammhaus Armani/Manzoni in der Mailänder Via Manzoni, das alle Modemarken des Unternehmens in einem Geschäft vereint, wurde eröffnet. 2001 betrug der Jahresumsatz 1,3 Milliarden Euro. Im selben Jahr fügte Armani die Marken Armani/Fiori (Floristik und Dekoration) und 2002 Armani/Dolci (Süßwaren) zum Portfolio hinzu. Ebenfalls 2002 wurde in Anlehnung an Armani/Manzoni in Hongkong der Concept-Store Armani/Chater House eröffnet, 2003 folgte Armani/Fünf Höfe (München), 2004 Armani/Three (Bund/Shanghai), 2007 Armani/Ginza Tower (Tokio) und 2009 Armani/Fifth Avenue (New York). 2007 wurde eine Armani-Hautpflegeserie lanciert und ein Onlineshop auf der Armani-Webseite für Nordamerika eingerichtet, der später auf weitere Märkte ausgedehnt wurde. Mit Samsung besteht eine Kooperation für ein Armani-Handy. Seit 2004 ist Giorgio Armani als einer der wenigen Nicht-Franzosen offizielles Mitglied des Pariser Haute Couture Verbandes und zeigt die Kreationen seiner Damenkollektion Armani Privé bei den offiziellen Haute Couture Schauen in Paris. Armani stattete auch weiterhin bekannte Schauspieler aus, wie Katie Holmes, Tom Cruise, Jodie Foster oder Lindsay Lohan. Die Armani-Gruppe, deren alleiniger Eigentümer Giorgio Armani seit dem Tod Galeottis im Jahr 1985 ist, beschäftigte zum Stand Ende 2009 mehr als 5200 Mitarbeiter und unterhielt 13 Fabrikationsstätten. Der Betriebsgewinn belief sich im Geschäftsjahr 2011 auf 282 Millionen Euro bei Erlösen von über 1,8 Milliarden Euro.

### 2010er

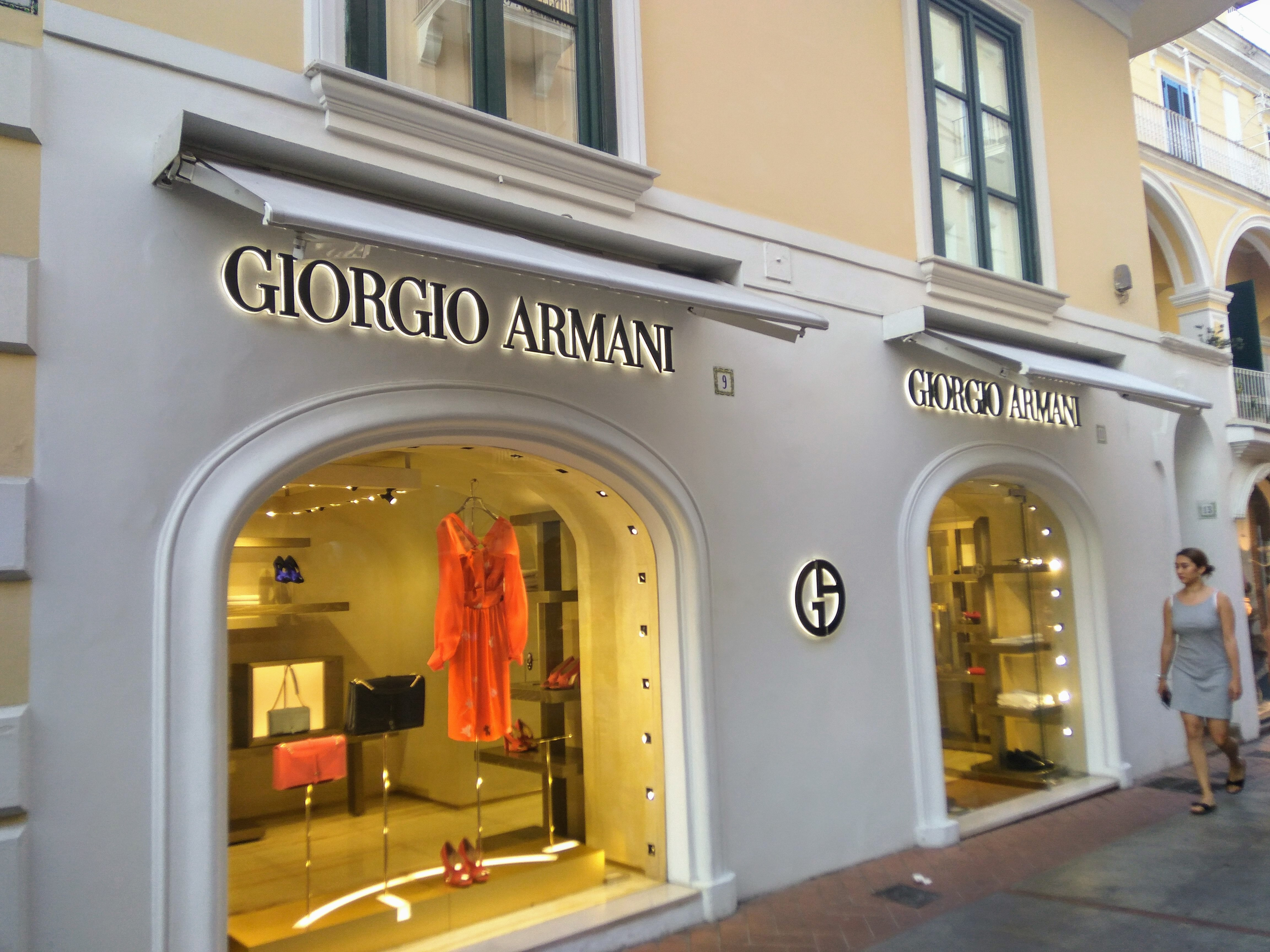
Giorgio-Armani-Boutique auf Capri

Das Jahr 2010 begann mit der Eröffnung des ersten Armani-Hotels im Burj Khalifa. Ende des Jahres 2010 waren Erlöse von 1,59 Milliarden Euro bei einem Gewinn von 161 Millionen Euro erwirtschaftet worden. Einen Börsengang des Unternehmens hat es nach Armanis Willen bislang nicht gegeben. 2011 eröffnete die Armani Group das zweite Hotel im Armani-Stil in Mailand. 2011 verbuchte Armani einen Jahresgewinn von mehr als 650 Millionen Euro. Der Jahresumsatz der Giorgio Armani SpA betrug 2012 fast 3 Milliarden Euro. 2012 waren 6517 Mitarbeiter in der Armani Group beschäftigt. Anfang des Jahres 2014 wurde bekannt, dass die Kinderdarstellerin Quvenzhané Wallis das Gesicht der Junior-Kollektion und das jüngste Model einer Luxusmarke wird. Im September feierte Armani die Wiedereröffnung seines Sushi-Restaurants Armani/Nobu in Mailand und kleidete mit seinem Maßschneider-Programm den FC Bayern München ein. Von etwa 2014 bis 2019 kam Emporio Armani Sounds zum Armani Label hinzu. Die Veranstaltungen sind eine Art Konzerttournee mit Armani Gastronomie und Newcomern im Musikbereich Pop. Anfang November 2014 eröffnete ein weiterer Concept-Store, Armani/Istanbul über sechs Etagen mit den Labels Giorgio Armani, Emporio Armani, EA7, Armani Jeans und Armani Junior.
Seit 2019 stattet Armani die Italienische Fußballnationalmannschaft mit Bekleidung aus.

## Marken

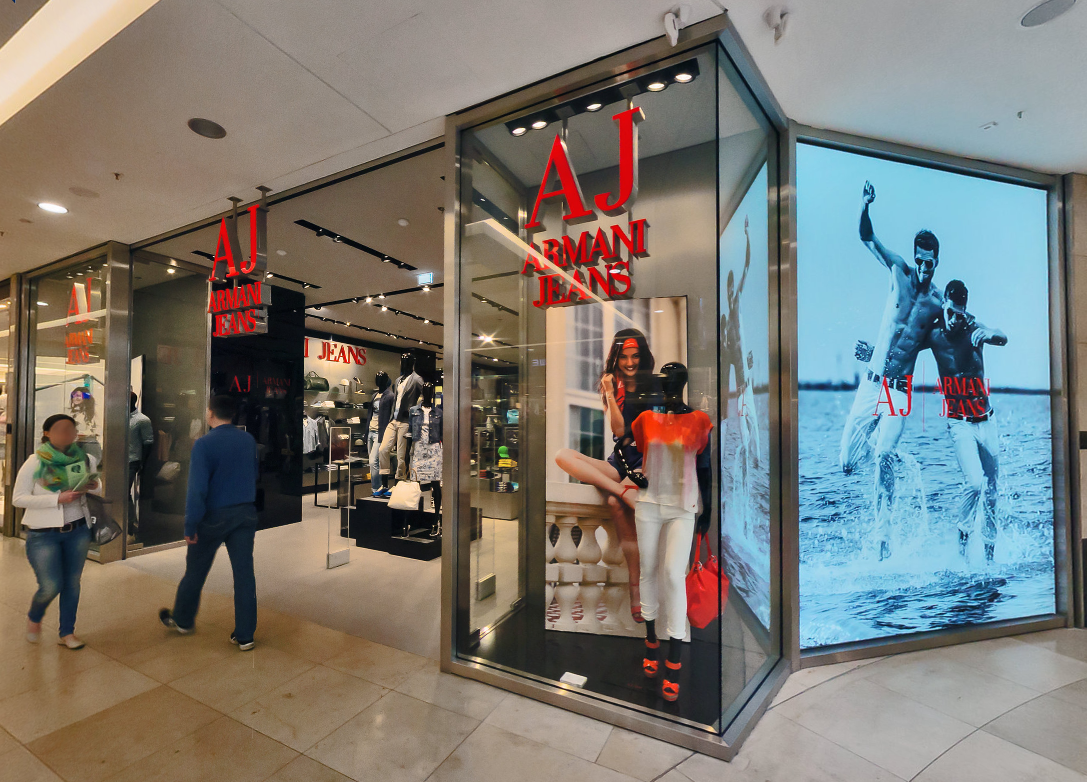
Armani Jeans Store in der Dresdner Altmarkt-Galerie

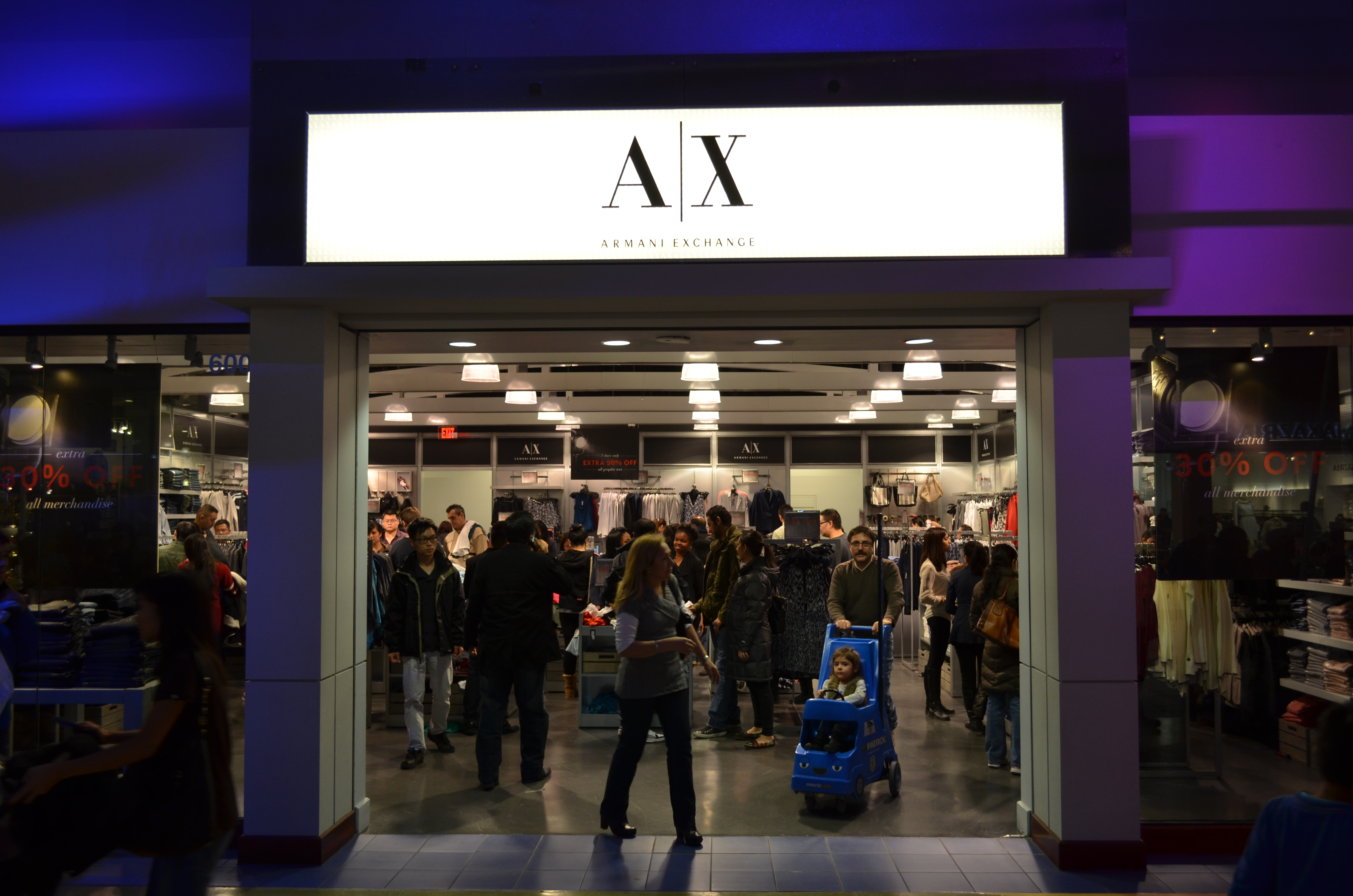
Armani Exchange Geschäft in Vaughan Mills

Die Giorgio Armani SpA führt verschiedene Marken, für welche es zum Teil jeweils eigene Ladengeschäfte gibt. Allein 2011 und 2012 wurden jeweils ca. 100 solcher Boutiquen eröffnet, die teilweise in Franchise-Form geführt werden. Die Entwürfe der Marken Giorgio Armani und Emporio Armani werden in separaten Modenschauen für Damen und Herren je zweimal jährlich während der Mailänder Modewochen präsentiert; die Armani-Privé-Kollektionen werden während der Haute-Couture-Modenschauen in Paris präsentiert.
Mit Ausnahme von Armani Privé sind die meisten Armani-Marken auch außerhalb der eigenen Boutiquen im gehobenen Einzelhandel erhältlich. Die Kollektionen der Marke Emporio Armani waren (bis auf Unterkollektionen wie Bademoden, Schmuck, EA7 oder Unterwäsche) allerdings bis Mitte der 2010er Jahre vorwiegend in den Emporio-Armani-Boutiquen verfügbar; seither wurden die Vertriebswege erweitert. Entsprechendes gilt mit Ausnahmen für A|X Armani Exchange. Im Jahr 2015 existierten in mehr als 60 Ländern weltweit fast 3.000 Armani-Boutiquen, darunter 165 Giorgio Armani Ladengeschäfte, 754 Armani Collezioni Geschäfte, 338 Emporio Armani Boutiquen, 238 A|X Armani Exchange Ladenlokale, 880 AJ Armani Jeans Geschäfte, 198 Armani Junior Boutiquen und 56 Armani/Casa Geschäftsräume.
Anfang 2017 ließ Armani verlauten, dass die Kollektionen Armani Collezioni und Armani Jeans bis zur Saison Frühjahr/Sommer 2018 vom Markt genommen werden. Zudem werde die Marke A|X Armani Exchange 2017 in Deutschland sowie weiteren europäischen Ländern eingeführt und die vorhandenen Armani Jeans Geschäfte in A|X Armani Exchange Geschäfte umgewandelt. 2019 gab es in Deutschland A|X-Ladengeschäfte in Berlin, Oberhausen, Köln und Dortmund.

### Bekleidung und Accessoires
aktuelle Kollektionen:

Logo Emporio Armani

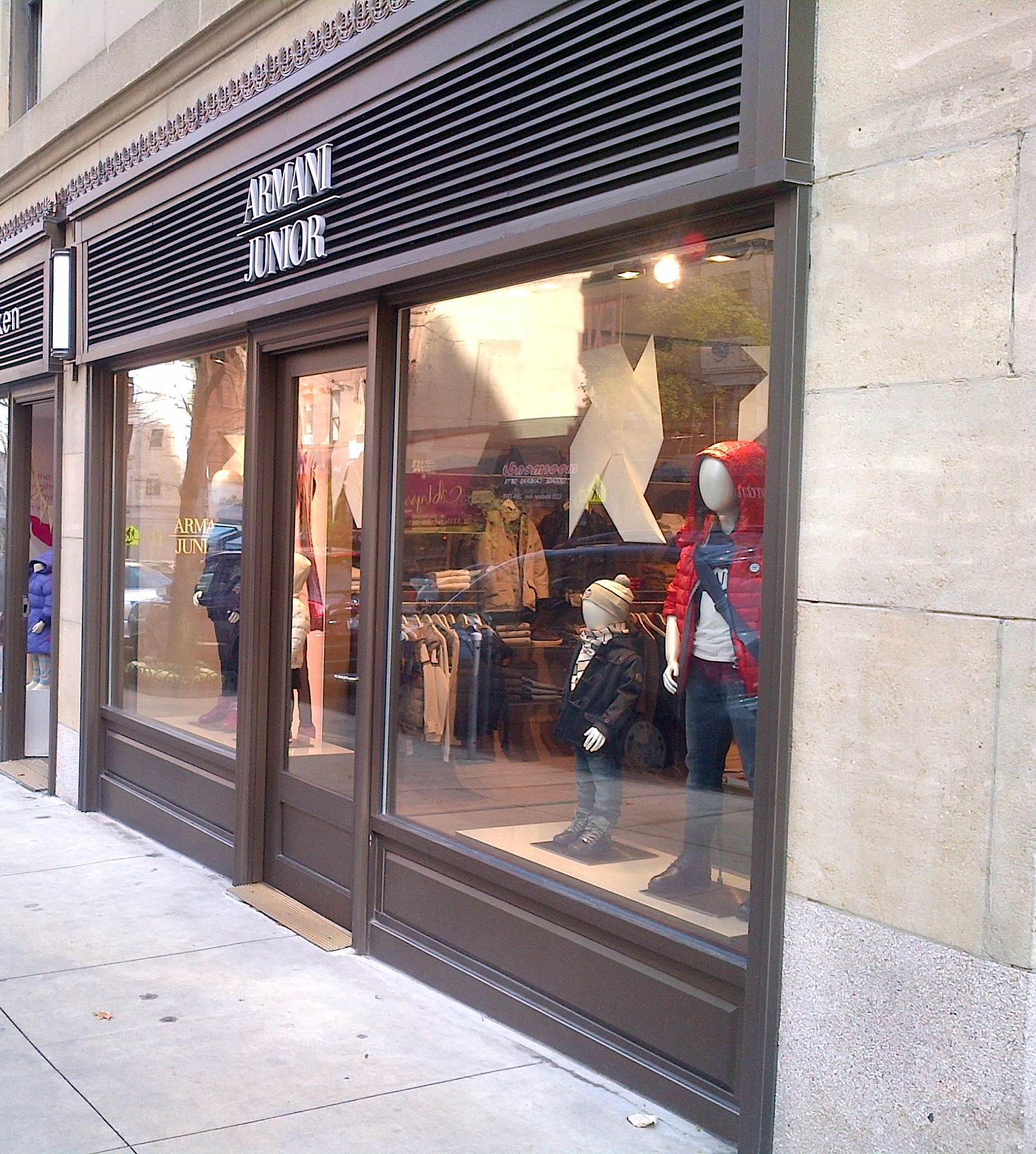
Armani Junior Store in New York

- Giorgio Armani heißt die 1974 erstmals gezeigte Haupt- und Laufsteglinie des Hauses Armani für Damen und Herren im oberen Preissegment, deren Logo aus zwei Halbkreisen, in denen die Buchstaben „GA“ zu sehen sind, besteht. Diese Designer-Kollektion, die auch einen Maßschneider-Service umfasst, wird in eigenen Boutiquen sowie über den gehobenen Einzelhandel weltweit vertrieben.[18] Zudem werden hochpreisige Accessoires, Schuhe, Parfüm, Taschen und Reisegepäck des Giorgio-Armani-Labels verkauft.
- Armani Privé wurde 2004 lanciert und bietet exklusive Haute-Couture-Mode sowie -Accessoires für Damen und vereinzelt auch für Herren im obersten Preissegment in ausgewählten Giorgio-Armani-Boutiquen an. Armani Privé ist ebenso der Name einer hochpreisigen Unisex-Reihe von Armani-Parfüms. In Hongkong befand sich im Obergeschoss der Armani-Boutique Chater House eine Bar namens Armani Privé.[19]
- Emporio Armani (dt. etwa Handelsplatz Armani) ist eine 1981 gegründete modische Zweitlinie mit Herren- und Damenbekleidung, Wäsche, Schuhen, Parfüm und Accessoires für Jugendliche und Erwachsene im oberen Mittelpreissegment, für die weltweit eigene Boutiquen unterhalten werden, davon sieben in Deutschland.[18] Markenzeichen der Kollektion ist ein stilisierter Adler zwischen den Wörtern Emporio und Armani. Das Sortiment der Marke umfasst zudem Armbanduhren, die unter Lizenz von Fossil gefertigt werden, sowie Schmuck. Ein 2004 als Sportbekleidungskollektion, inklusive Fitness- und Bademode, für Damen und Herren ins Leben gerufener Ableger nennt sich EA7 Emporio Armani. Zur Herbst-/Winter-Saison wird spezielle Skiausrüstung und Skikleidung angeboten.
- Armani Junior und Armani Baby zielen seit 1981 mit Kinderbekleidung auf Neugeborene bis hin zu 16-Jährigen und sind samt EA7 Junior seit 2017 der Marke Emporio Armani zugeordnet.[18]
- A|X Armani Exchange ist eine Freizeitmodenkollektion für ein jugendliches Publikum im unteren Mittelpreissegment, welche seit 1991 existiert. Die Marke mit legerer Bekleidung, Schuhen und Accessoires für Damen und Herren wird mit eigenen Boutiquen separat von den übrigen Armani-Marken betrieben.[20]

ehemalige Kollektionen:
- Armani Collezioni war von 1979 bis 2018 die Brückenlinie mit Business-Kleidung wie klassischen Kostümen/Anzügen, Blusen/Hemden und Krawatten sowie eleganter Freizeitbekleidung und Accessoires im gehobenen Preissegment für Damen und Herren im Armani-Sortiment. Die zahlreichen Collezioni-Ladengeschäfte wurden ab 2017 entweder geschlossen oder in Giorgio bzw. Emporio Armani Boutiquen umgewandelt.
- Armani Jeans war der Name der 1981 gegründeten und 2018 aufgelösten, denim-basierten Herren- und Damensportswear-Linie von Armani für ein jugendliches Publikum im Mittelpreissegment mit über 850 eigenen Ladengeschäften, die zum Teil von Franchise-Partnern geführt wurden. Die deutschlandweit erste Armani-Jeans-Boutique wurde 2013 in der Altmarkt-Galerie eröffnet (2017 geschlossen).[21] Markenzeichen der Kollektion waren das Monogramm AJ sowie ein stilisierter Adler.
- Armani Teen, gesonderte Marke für Kinderbekleidung für 8- bis 16-Jährige, in Armani Junior aufgegangen
- Giorgio Armani Borgonuovo 21, hochpreisige Hauptkollektion der Anfangsjahre
- Mani, mittelpreisige Business-Kleidung für Damen und Herren
- Giorgio Armani Neve, Skibekleidung
- Giorgio Armani Golf, Golfbekleidung
- Giorgio Armani Classico, hochpreisigere Konfektion für Damen und Herren

### Heimartikel

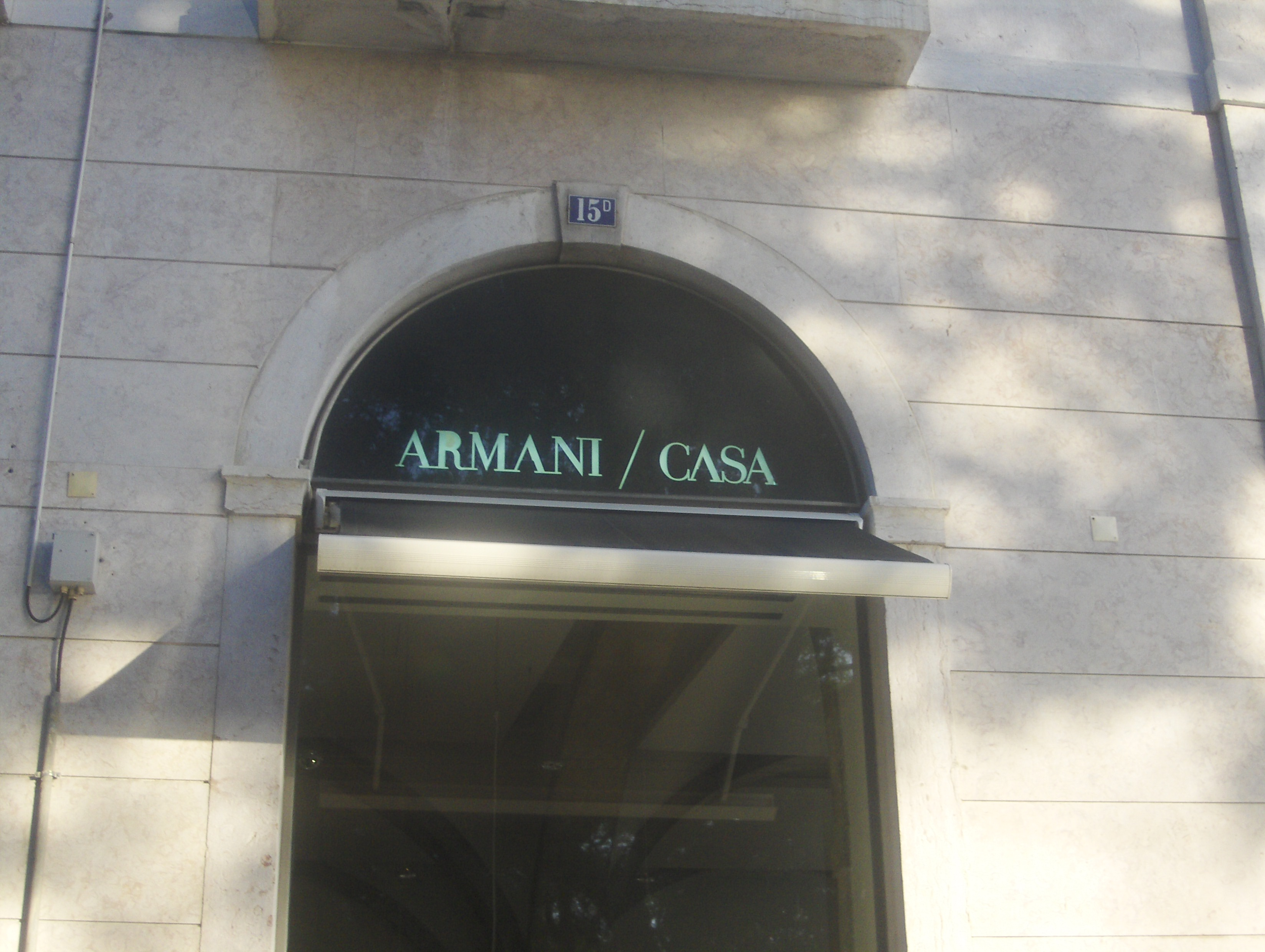
Schaufenster einer Armani/Casa-Boutique in Alcântara, Portugal

- Armani/Casa (dt. Armani/Zuhause) vertreibt seit 2000 in über 59 Boutiquen Armani-Einrichtungsgegenstände und Möbel im oberen Preissegment, die handgefertigt in Italien hergestellt werden. Die beiden deutschen Standorte befinden sich auf der Maximilianstraße sowie auf der Theatinerstraße in München.[18]
- Armani/Fiori (dt. Armani/Blumen) verkauft in ausgewählten Boutiquen Blumengestecke, Vasen, Blumentöpfe, Kerzen sowie Windlichter. Armani/Fiori besitzt zurzeit sieben Standorte in Kuwait, Hongkong, Mailand, München, Kuala Lumpur, Dubai und Seoul.[22]
- Armani/Libri (dt. Armani/Bücher) ist ein Buchverlag und Zubehörverkauf in Zusammenarbeit mit der Armani-Boutique Manzoni 31 in Mailand. Das einzige Armani/Libri-Geschäft in Deutschland befindet sich in den Fünf Höfen in München.[23]

### Gastronomie und Hotels

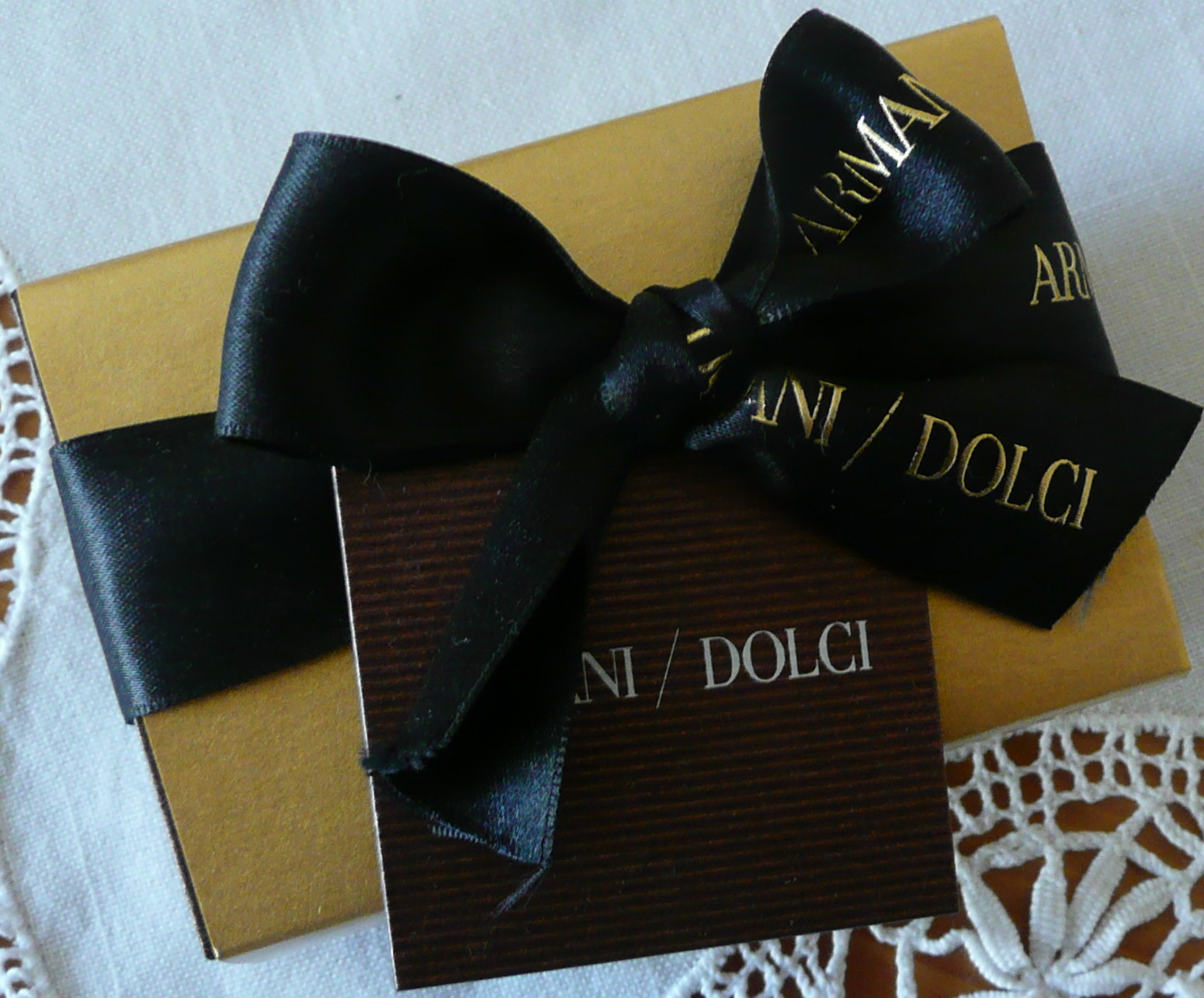
Ein Armani/Dolci-Artikel

- Armani/Dolci (dt. Armani/Süßes) wurde 2002 gegründet und vertreibt Konfiserie-Artikel sowie Kompott-, Honig- und Marmeladen-Sorten. In Deutschland befindet sich eine Armani/Dolci-Boutique in München und zwei weitere Verkaufsstellen in Emporio-Armani-Geschäften in Berlin und Hamburg.[24]
- Armani/NoBu ist der Name eines Sushi-Restaurants mit Bar in Mailand, das in Kooperation mit der Nobu-Restaurantkette geführt wird.
- Armani/Ristorante ist ein Gastronomieanbieter mit Standorten in New York und Tokio.[25] Ähnlich dem Armani/Ristorante ist das Emporio Armani Caffé mit Standorten in Santiago, Abu Dhabi, Doha, Dubai, Kuwait, Istanbul, Tokio, Mailand, Paris und München.[23]
- Armani Hotels & Resorts sind Hotels und Appartements im Armani-Stil im Burj Khalifa (seit 2010) und Mailand (seit 2011). Die Hotels sind ausgestattet mit eigener Armani-Gastronomie und Boutiquen, in denen die meisten Armani-Artikel erworben werden können. Armani/Spa bietet Wellnessartikel in den Armani-Hotels für Übernachtungsgäste an.

### Kosmetik

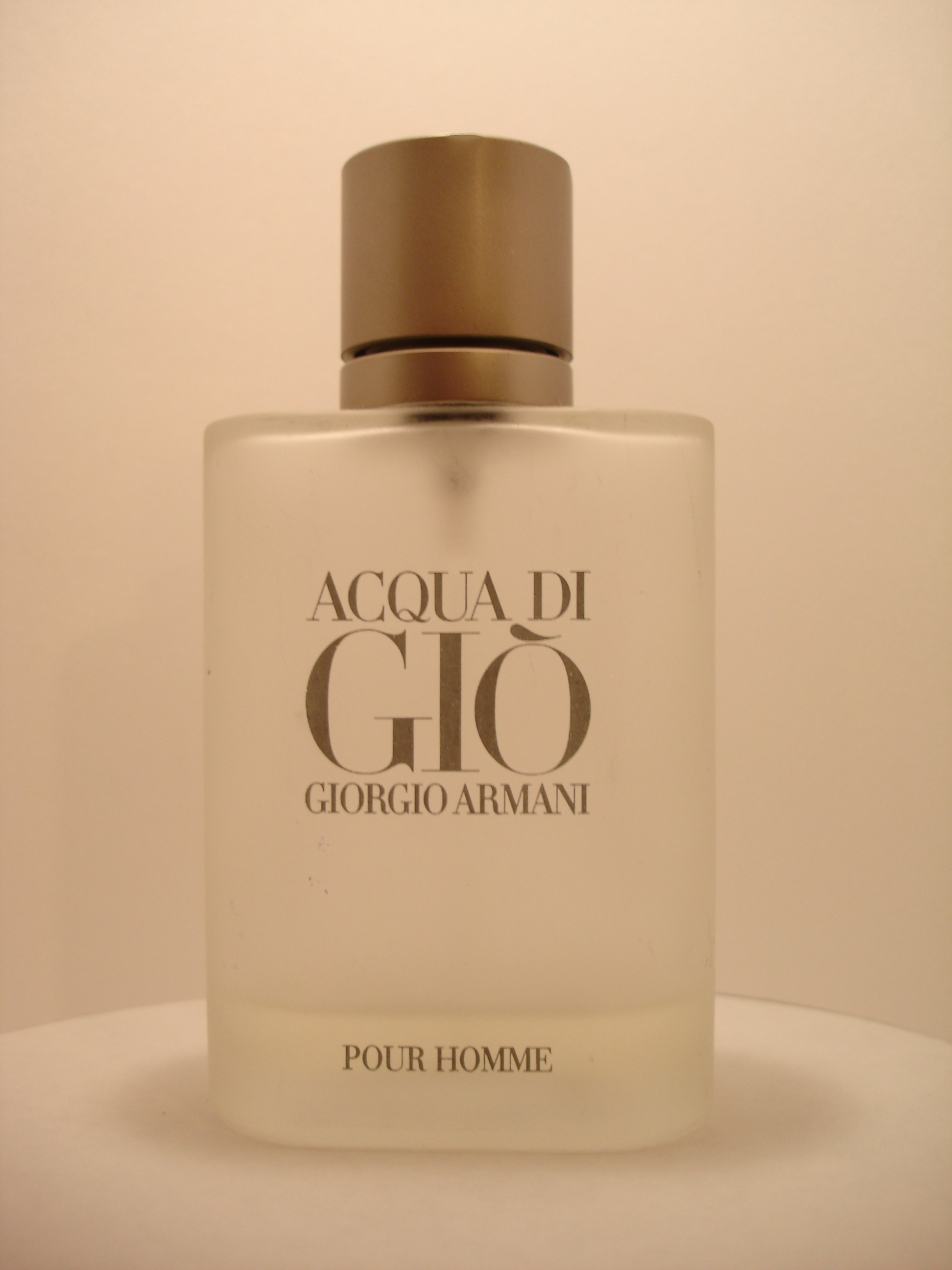
Herrenduft Aqua di Giò pour homme

Seit 1980 besteht zwischen der Giorgio Armani SpA und L’Oréal ein Lizenzabkommen über Parfüm, Kosmetik und Pflegeprodukte. Das erste Parfüm des Hauses war der 1982 auf den Markt gebrachte Damen-Duft Armani; es folgte 1984 Armani Eau pour Homme für Herren. Seither sind zahlreiche weitere Düfte, teils in unterschiedlichen Variationen, für Damen und Herren erschienen (Auswahl):
| - 1982, 1984: Armani - 1992: Giò - seit 1995: Acqua di Giò - seit 1998: Emporio Armani - seit 1999: Giorgio Armani Mania - 2002: Sensi - seit 2004: Armani Code, Armani/Privé | - seit 2007: Armani Attitude - 2008: Onde - seit 2009: Idole d’Armani - seit 2010: Acqua di Gioia - seit 2013: Sì - 2017: Emporio Armani Stronger With You/Because it’s you - 2020: My way |

## Kritik
Greenpeace wurde 2013 bei einer Untersuchung von Kleidungsstücken auf Gefahrstoffe bei sämtlichen getesteten Markenartikeln fündig. In Armani-T-Shirts wurden fortpflanzungsschädigende Weichmacher (Phthalate) in hohen Konzentrationen gefunden. Die Untersuchung zeigte außerdem, dass bei der Herstellung der Kleidung giftige Chemikalien eingesetzt werden, die während der Herstellung und beim Waschen in Gewässer gelangen.
Die britische Ethical Consumer Research Association bewertete die Giorgio Armani SpA 2011 in Bezug auf Nachhaltigkeit als schwach. Der Rang ergibt sich aus einer Bewertung von Kriterien in den Bereichen Umwelt (Klimawandel, Umweltverschmutzung, Atomkraft), Personen (Menschenrechte), Tiere (Tierversuche, Massentierhaltung), Politik (Gentechnik, Anti-soziale Finanzierungen) und Produkt-Nachhaltigkeit (Bio, Fairtrade). 2020 wurde die Giorgio Armani SpA weiterhin für ihre geringe und intransparente Nachhaltigkeitspolitik kritisiert.
Das Unternehmen war ab den 1990er Jahren aufgrund des wiederkehrenden Einsatzes von Pelz verstärkt in die Kritik geraten. 2016 kündigte Armani an, in allen Kollektionen auf den Einsatz von Tierpelzen zu verzichten.
Mitte Juli 2025 geriet Armani erneut in die Schlagzeilen, als bei Razzien in italienischen Produktionsstätten desaströse Arbeitsbedingungen sowie Gesetzesverstöße in puncto Arbeitssicherheit festgestellt wurden. Zudem kam bei den Ermittlungen heraus, dass für Armani produzierte Handtaschen einen Herstellungspreis von 60 Euro, jedoch einen Verkaufspreis von 1000 Euro haben. Dies verstoße klar gegen das italienische Verbraucherschutzgesetz und spiegele nicht die vom Unternehmen angepriesenen „hohen Produktionsstandards“ wider.
Anfang August 2025 wurde Armani in Italien wegen der Täuschung über Produktionsstandards zu einer Strafe von 3,5 Millionen Euro verurteilt.